# 1. FC Lokomotive Leipzig (féminines)
Le 1.FC Lokomotive Leipzig, Lok Leipzig en abrégé, est fondé en 2004 en reprenant l'équipe féminine du VfB Leipzig, en faillite. L'équipe a joué la plupart de son temps en 2. Bundesliga. L'équipe a également joué une saison en Bundesliga lors de la saison 2011-2012. Pour la saison 2013-2014, toute l'équipe féminine a été transférée au FFV Leipzig nouvellement fondé.

## Histoire
Au milieu des années 1990, une section de football féminin a été créé au VfB Leipzig. Vers la fin de l'existence du VfB Leipzig, l'équipe féminine a connu son plus grand succès en étant promue en 2. Bundesliga. Après la dissolution du VfB Leipzig, la section féminine rejoint le nouveau 1. FC Lokomotive Leipzig. Sous ce nom, l'équipe a évolué en 2. Bundesliga. Lors de la saison 2004-2005, elle a terminé dernière du groupe Sud et a été reléguée. Après cette relégation, l'équipe a remporté le championnat de la Regionalliga Nord-Est et a fêté sa remontée directe en 2. Bundesliga.
Le club s'établit en 2. Bundesliga, et participe même à la course pour la promotion. Il obtiendra la promotion en Bundesliga lors de la saison 2010-2011 en tant que vice-champion du groupe Nord, car le champion, l'équipe réserve du Hamburger SV II n'était pas éligible à la promotion.
Lors de sa première saison en Bundesliga, le 1. FC Lokomotive Leipzig  n'obtient que quatre victoires et sera relégué en deuxième division.
Sous la menace de la faillite du club, les membres de la division féminine fondent le 4 avril 2013 le FFV Leipzig, un club de football exclusivement féminin. Après le départ de toutes les joueuses et la dissolution de la division féminine du 1. FC Lokomotive Leipzig, le nouveau club a repris sa place en deuxième Bundesliga à partir de la saison 2013-2014. Le FFV Leipzig arrêtera son activité en 2016, un nouveau club féminin est créé pour la saison 2017-2018, le FC Phoenix Leipzig qui débute en cinquième division, en même temps le RB Leipzig fonde sa section féminine qui sera promue en 2023 en Bundesliga.

## Palmarès
- Promotion en Bundesliga : 2010-2011
- Promotion en 2. Bundesliga : 2005-2006
- Champion de la Regionalliga Nord-Est : 2005-2006
- Vainqueur de la Coupe de Saxe : 2005- 2006